# Arkánum (folyóirat)
András Sándor, Bakucz József, Kemenes Géfin László és Vitéz György az Amerikai Egyesült Államokban, Washingtonban 1981-ben indította el az Arkánum című folyóiratot, amely a szovjet megszállás elől elmenekült „emigráns” magyar irodalom része. A folyóirat tizenkét száma 1997-ig 15 év alatt jelent meg.